# 土屋尚史
土屋 尚史（つちや なおふみ、1983年8月3日- ）は、日本の起業家。株式会社グッドパッチ（Goodpatch Inc.）代表取締役社長兼CEO

## 人物、経歴
長野県佐久市に生まれる。長野県野沢北高等学校を経て2006年関西大学社会学部中退。ネクシィーズグループの子会社イデアキューブ株式会社（現株式会社ブランジスタ）に入社。その後、株式会社フィードフォースで働いた後に大阪のWebデザイン会社に入社、Webディレクターに転身。
2011年3月にサンフランシスコに渡米。btrax Inc.にてスタートアップの海外進出支援などを経験し、2011年9月に株式会社グッドパッチを設立。UI/UXデザインを強みにしたプロダクト開発でスタートアップから大手企業まで数々の企業を支援。スタートアップ初期のGunosyやマネーフォワードなどのUIデザインを手掛け話題に。
「ハートを揺さぶるデザインで世界を前進させる」というビジョンと「デザインの力を証明する」というミッションのもと、新規事業の立ち上げからデザイン組織構築支援まで幅広いプロジェクトを手がける。自社で開発しているプロトタイピングツール｢Prott｣はグッドデザイン賞を受賞。海外拠点として、ベルリン、ミュンヘンにオフィスを展開。2018年にデザイナーに特化したキャリア支援サービス「ReDesigner」を発表。
2020年6月30日にデザイン会社として初となる東証マザーズに上場を果たす。

## 来歴
- 2006年 - 関西大学社会学部退学。大病を患い、起業家を志す
- 2007年 - 大阪のITベンチャーを経て東京へ転居。株式会社フィードフォース入社
- 2008年 - 大阪のWebデザイン会社にてWebディレクターとして働く
- 2011年 - サンフランシスコに渡りbtrax Inc.にてインターンとして日本スタートアップの海外進出支援業務に従事
- 2011年 - 株式会社グッドパッチを創業
- 2013年 - デジタルガレージに第三者割当増資を実施、1億円を調達[1]
- 2014年 - プロトタイピングツール「Prott」をリリース
- 2014年 - UIデザイナーのためのコミュニティ「UICrunch」をDeNAと共同で主宰
- 2015年 - 初の海外拠点をベルリンに設立[2]
- 2016年 - DGインキュベーション、Salesforce Venturesなどから総額4億円の資金調達を実施[3]
- 2017年 - SBIインベストメント、三井住友海上キャピタルから総額4億円の資金調達を実施。[4]
- 2018年 - ミュンヘン、パリに拠点を設立[5][6]
- 2018年 - デザイナー特化型キャリア支援サービス「ReDesigner」を開始[7][8]
- 2018年 - フルリモートのデザインチーム「Goodpatch Anywhere」を開始[9]
- 2019年 - キャリア支援プラットフォーム「ReDesigner for Student」を正式リリース
- 2020年 - 東証マザーズに上場[10]